# Idiot
Idiot é um filme de drama russo de 1910 dirigido por Pyotr Chardynin.

## Enredo
O filme é baseado no romance homônimo de F.M.Dostoevsky.

## Elenco
- Lyubov Varyagina... Nastasja Filippovna
- Tatyana Shornikova... Aglaya
- Andrey Gromov
- Pavel Biryukov... Rogozhin
- Arsenii Bibikov
- Antonina Pozharskaya... Ivolgina
- B. Volgin